# Uranus
Uranus es una película francesa de 1990, del género comedia/drama, escrita por Claude Berri y Arlette Langmann, dirigida por Claude Berri. Protagonizada por Gérard Depardieu, Michel Blanc, Jean-Pierre Marielle, Philippe Noiret, Gérard Desarthe y Michel Galabru en los papeles principales. Basada en una novela de Marcel Aymé.

## Argumento
Trata acerca del período de recuperación, finalizada la Segunda Guerra Mundial, en un pequeño poblado francés, donde sus habitantes comienzan a denunciarse mutuamente por su actitud y posición política durante el régimen colaboracionista de Pétain. Colaboracionistas y miembros de la Resistencia, colaboracionistas y comunistas, explotadores y explotados, traidores y patriotas, honestos y deshonestos deben enfrentar el futuro. 
Un comunista, Rochard (Daniel Prévost) denuncia al dueño de un bar, Leopold (Gerard Depardieu) por haber ocultado a un colaboracionista, Maxime Loin (Gérard Desarthe). Leopold decide contratar a Rochard para que lo ayude en su trabajo en el bar. 